# 阿拉皮夫卡
49°44′5″N 38°2′29″E / 49.73472°N 38.04139°E
阿拉皮夫卡（烏克蘭語：Арапівка）是位於烏克蘭東部的村莊，由盧甘斯克州斯瓦托韋區的特羅伊茨凱市鎮負責管轄。該村始建於1785年，面積52.6平方公里，海拔高度134米，2001年人口485。